# Jerzy Popiełuszko
Jerzy Popiełuszko [jɛʐɨ popʲɛwuʂko] (n. 14 septembrie 1947, Okopy⁠(d), Gmina Suchowola⁠(d), Podlasia, Polonia – d. 19 octombrie 1984, Włocławek, Republica Populară Polonă) a fost un preot catolic polonez, asasinat de poliția politică a Poloniei (Służba Bezpieczeństwa). În 2010 a fost beatificat, ca martir creștin.

## Biografie
Capelanul Popiełuszko a fost îndrumător spiritual al muncitorilor metalurgiști din Varșovia. În predicile sale a criticat instituirea legii marțiale din 1981 de către regimul generalului Jaruzelski și interzicerea sindicatului liber Solidaritatea. A fost arestat în 1983, dar la scurt timp amnistiat.

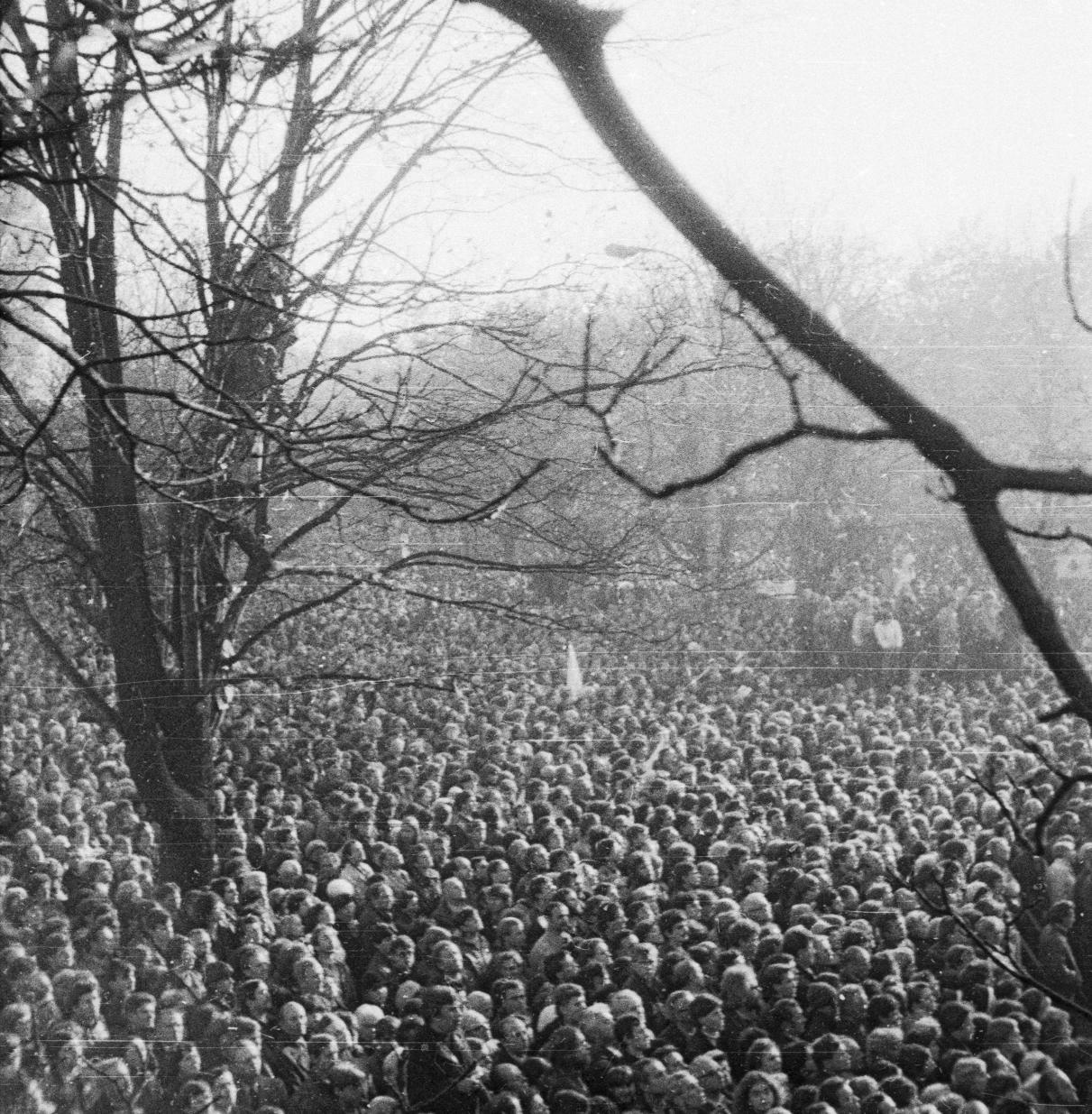
Imagine de la funeraliile lui Popiełuszko

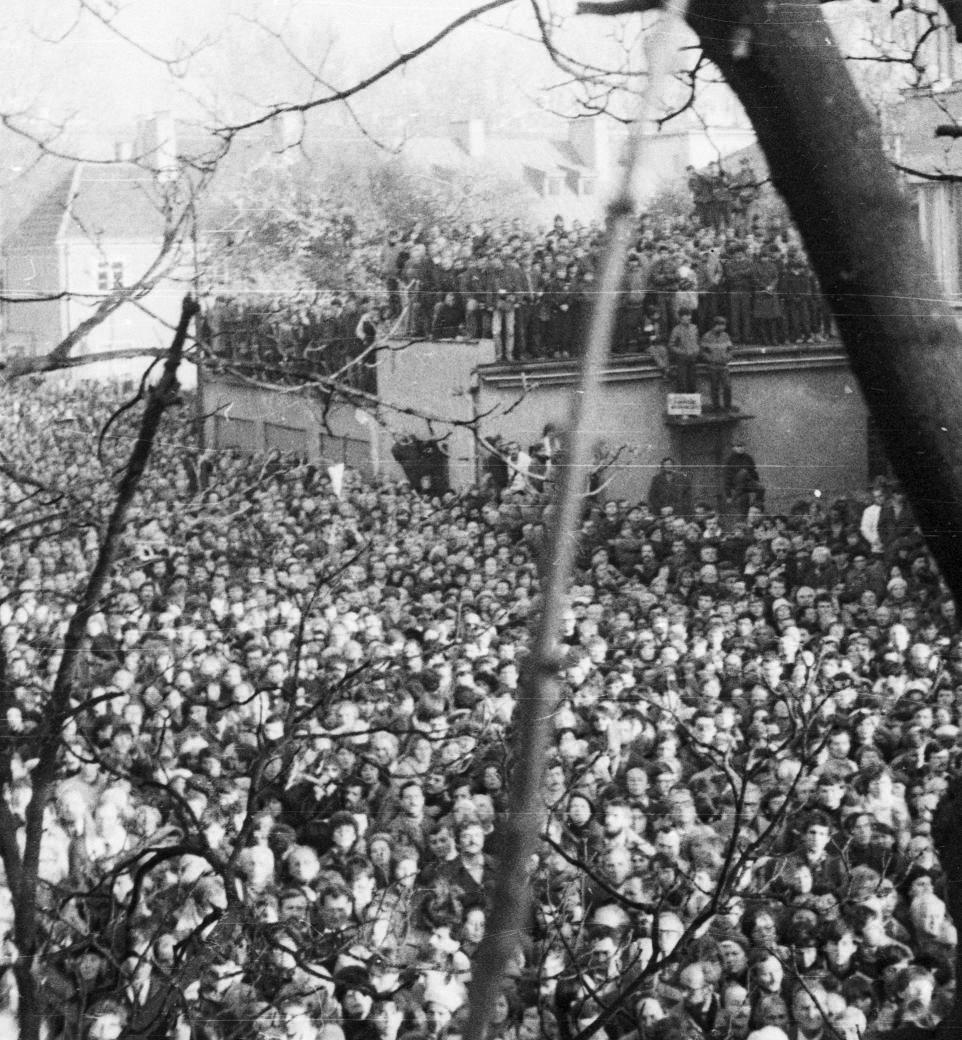
Imagine de la funeraliile lui Popiełuszko

Popiełuszko a fost asasinat de lucrători ai serviciului Securității statului (Służba Bezpieczeństwa). Trei ofițeri de Securitate l-au răpit la 19 octombrie 1984, l-au torturat, bătut, i-au legat pietroaie de picioare și l-au înecat într-un lac de acumulare, pe cursul Vistulei, aproape de localitatea Włocławek. Trupul i-a fost găsit la 30 octombrie 1984.
La înmormântarea sa, care a avut loc pe 3 noiembrie 1984, au participat peste 800.000 de persoane. Această demonstrație de solidaritate a obligat autoritățile să găsească un răspuns.

## Prinderea și judecarea făptuitorilor
Făptuitorii crimei au fost identificați, întrucât șoferul preotului Popiełuszko a reușit să scape. Acesta a reținut numărul de înmatriculare al automobilului cu care s-au deplasat cei trei ofițeri de Securitate. Regimul Jaruzelski a permis judecarea celor trei, iar parchetul a cerut în proces chiar pedeapsa capitală împotriva principalului inculpat. Tribunalul i-a condamnat la pedepse cuprinse între 10 și 25 de ani închisoare, ulterior comutate la termene mai scurte. Instanța a conchis că ofițerii respectivi nu au acționat la ordine emise de superiori.
În 2004 au fost publicate documente care atestă că generalul Wojciech Jaruzelski, președintele Poloniei din timpul instituirii legii marțiale, l-a bănuit încă din 1984 pe ministrul său de interne, Mirosław Milewski, ca inițiator al crimei, însă acesta avea un protector puternic: poliția politică sovietică, KGB.

## Beatificarea
Procesul de beatificare a fost inițiat la 8 iulie 1997 de papa Ioan Paul al II-lea. Papa Benedict al XVI-lea a semnat decretul de beatificare, iar la 6 iunie 2010 Popiełuszko a fost beatificat la Varșovia, în cadrul unei liturghii solemne, cu participarea a peste 100.000 de oameni și în prezența mamei sale, în vârstă de 100 de ani. Fericitul Jerzy Popiełuszko este sărbătorit în calendarul romano-catolic la 19 octombrie.

## Varia
Filmul To Kill a Priest, o coproducție franco-americană din anul 1988, cu Christopher Lambert în rolul principal, film regizat de Agnieszka Holland, a fost inspirat de uciderea lui Popiełuszko patru ani mai devreme.